# باد کیسینگن
شهر باد کیسینگن در ایالت بایرن در کشور آلمان واقع شده است. این شهر از لحاظ آب و هوا ناحیه خوبی است و محل رویش انواع گیاهان نیز است. در نزدیکی این شهر یک بزرگراه نیز می‌گذرد.